# Fabakary Jatta
Fabakary Tombong Jatta (* 16. November 1952 in Albreda) ist Politiker im westafrikanischen Staat Gambia.

## Leben
Jatta besuchte die Armitage Senior Secondary School und auf dem Yundum College machte er die Ausbildung zum Lehrer. In Bansang war er als Lehrer tätig.
| Parlamentswahl | Stimmen | Stimmanteil |
| -------------- | ------- | ----------- |
| 1997           | 9.575   | 36,59 %     |
| 2002           | n/a     | gewählt     |
| 2007           | 5.959   | 63,79 %     |

Bei den Parlamentswahlen 1997 trat er als Parteimitglied der Alliance for Patriotic Reorientation and Construction (APRC) im Wahlkreis Serekunda East (Serekunda) an. Er konnte sich gegen seine Gegenkandidaten Bakary Mariama Sarjo (UDP) und Halifa Sallah (PDOIS) behaupten. Auch bei den folgenden Wahlen Parlamentswahlen 2002 und Parlamentswahlen 2007 konnte er sein Wahlkreis erfolgreich gewinnen.
In der Nationalversammlung übernahm er ab 2007 das Amt des Mehrheitsführers (englisch Majority Leader).
Ab 2004 ist er gleichzeitig Abgeordneter des Panafrikanischen Parlaments. Auch in der folgenden Legislaturperiode ab 2009 gehörte er diesem Parlament an und war im Ausschuss für Bildung.
Nachdem Yahya Jammeh nach der Präsidentschaftswahl 2016 und dem gescheiterten Machterhalt im Januar 2017 Gambia ins Exil verlassen hatte, übernahm Jatta die Führung der APRC.
2022 wurde Jatta von Präsident Barrow zum Parlamentssprecher der 6. Gambischen Nationalversammlung ernannt.

## Auszeichnungen
- 2011: Member of the Order of the Republic of The Gambia[8]
- 2016 – July 22nd Revolution Award[9]